# Sam Dickinson
Samuel "Sam" Dickinson (født 1997) er en engelsk professionel triatlet. 
Ved sommer-OL 2024 i Paris gennemførte han ikke mændenes individuelle konkurrence, men kom stærkt tilbage og vandt en bronzemedalje for Storbritannien i mixed stafet sammen med Georgia Taylor-Brown, Beth Potter og Alex Yee.